# کانن ئی‌اواس ۵۰دی
دوربین کانن ئی‌اواس ۵۰دی (به انگلیسی: Canon EOS 50D)دوربین تک لنزی بازتابی (DSLR) شرکت کانن می‌باشد، که در تاریخ ۲۶ اگوست ۲۰۰۸ توسط این شرکت معرفی شد.

## مشخصات کلی
- وزن= ۷۳۰ گرم (وزن بدنه)
- مشخصات حسگر و پرونده: حسگر CMOS با کیفیت ۱۵٫۵ مگاپیکسل - اندازه ۱۴٫۹ × ۲۲٫۳ میلی‌متر- تکنولوژی تشخیص چهره
- لنز: ۱۸-۵۵ میلیمتر - بزرگنمایی اپتیکال ۳ برابر
- سرعت شاتر: از ۱/۸۰۰۰ ثانیه تا ۳۰ ثانیه
- حساسیت حسگر: ۱۰۰ تا ۳۲۰۰ با قابلیت افزایش ایزو تا ۶۴۰۰ و ۱۲۸۰۰
- فلاش: داخلی (Pop-Up) با برد ۱۳ متر (ISO 100) با قابلیت نصب فلاش خارجی (Hot-Shoe, E-TTL II)
- صفحه نمایش: ۳ اینچ با رزولوشن ۹۲۰٬۰۰۰ پیکسل - Live View
- کارت حافظه: Compact Flash (Type I or II), UDMA

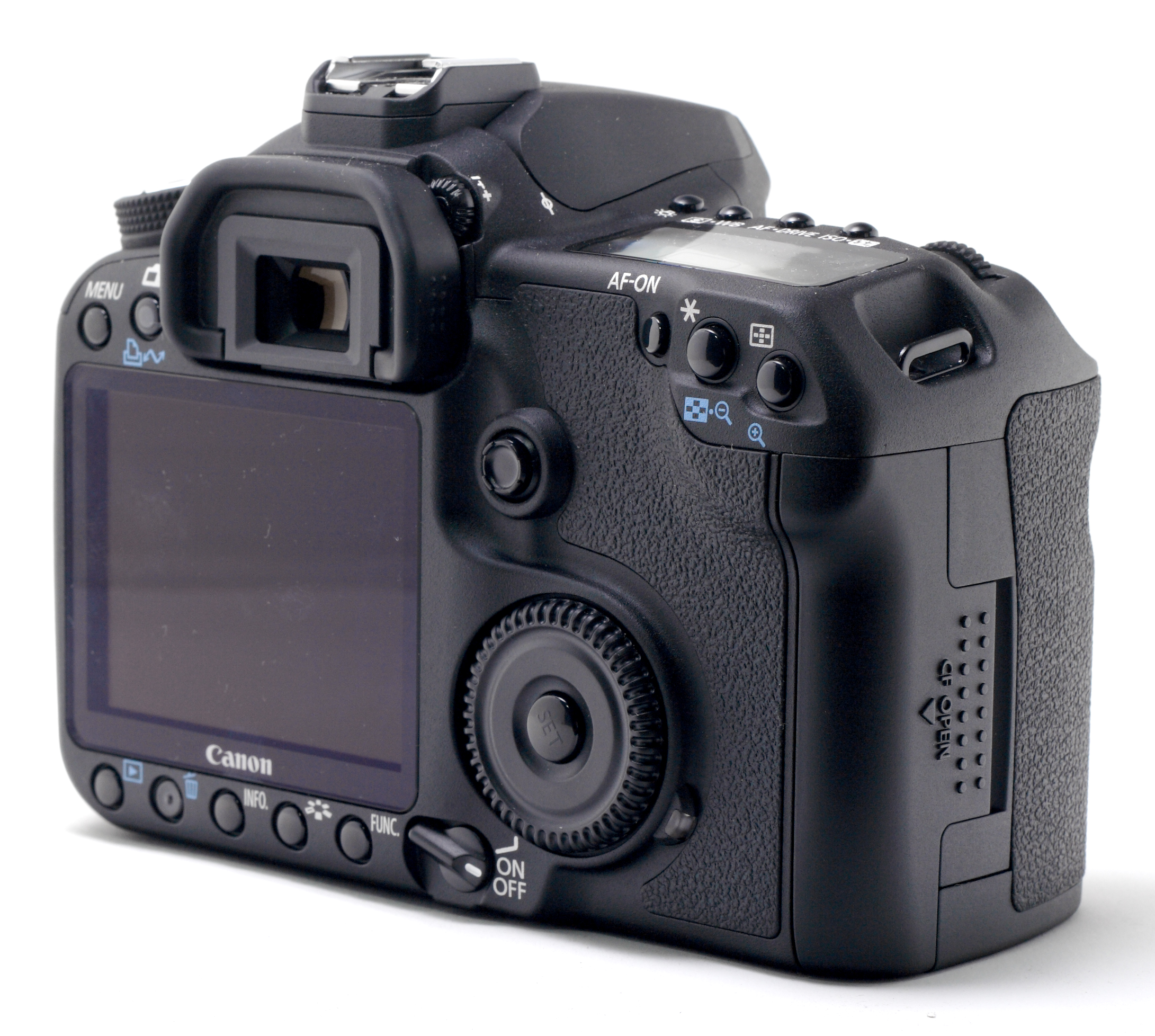
کانن ای‌اواس ۵۰دی از پشت
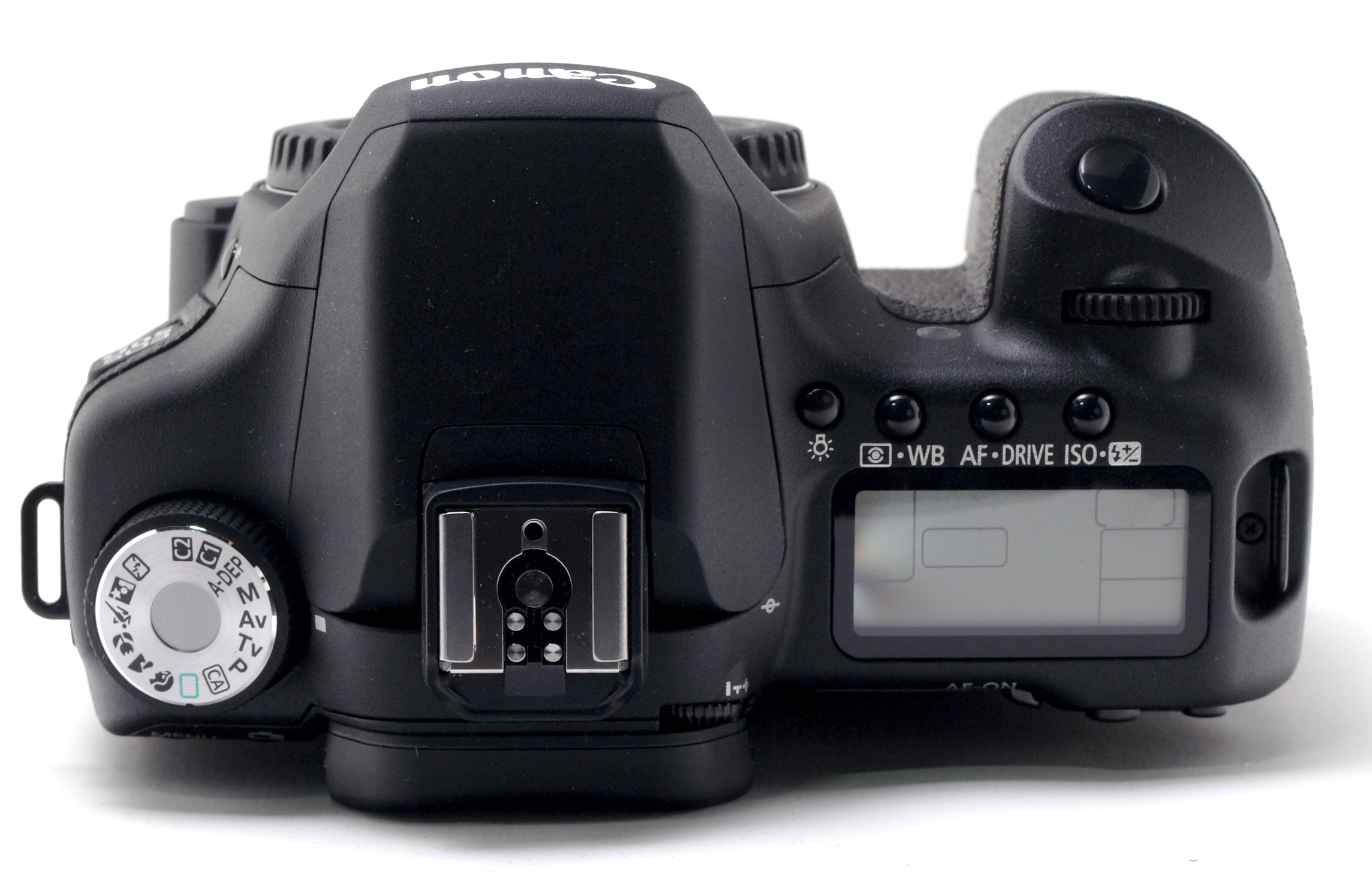
کانن ای‌اواس ۵۰دی از بالا